# Sarcophaga apsuarum
Sarcophaga apsuarum är en tvåvingeart som beskrevs av Boris Borisovitsch Rohdendorf 1937. Sarcophaga apsuarum ingår i släktet Sarcophaga och familjen köttflugor. Inga underarter finns listade i Catalogue of Life.